# Pierre Sergent

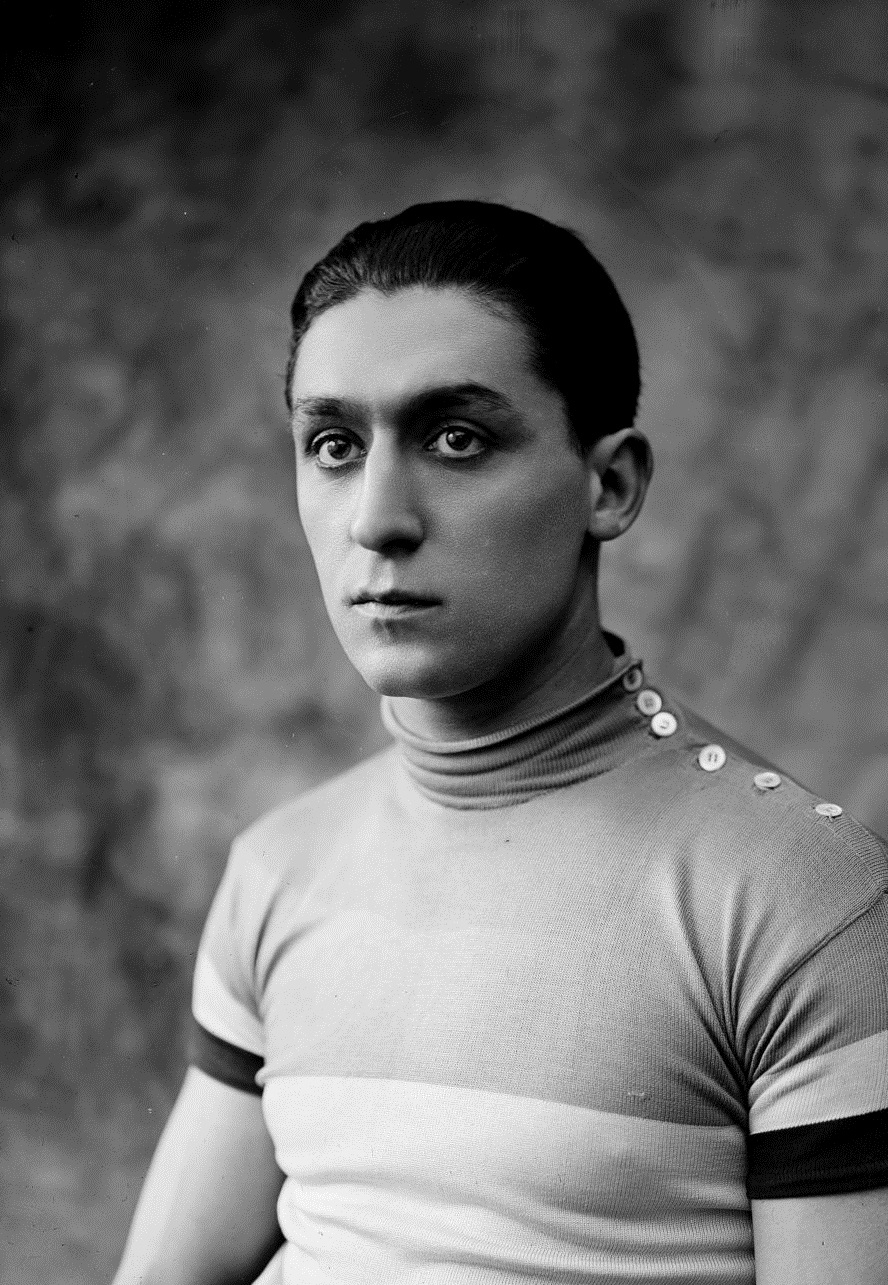
Pierre Sergent

Pierre Sergent (* 28. März 1895 in Paris; † ) war ein französischer Bahnradsportler.
1921 startete Pierre Sergent bei Bahnweltmeisterschaften in Ordrup bei Kopenhagen und belegte und wurde Dritter im Sprint. 1919 gewann er die nationale Meisterschaft im Sprint vor Marcel Dupuy. 1913 war er Dritter der Sprintmeisterschaft geworden und 1921 nochmals Vizemeister. Zudem fuhr Sergent zwölf Sechstagerennen und gewann gemeinsam mit Lucien Louet 1926 das von Berlin.